# Carbonização
Carbonização (também chamada de pirólise lenta[carece de fontes?]) é um processo químico de combustão incompleta de determinados sólidos quando submetidos ao calor elevado. Os produtos gerado desta reação química são carvão e gases tais como vapor de água, alcatrão, gás carbônico, monóxido de carbono e metano. Pela ação do calor, a carbonização remove hidrogênio e oxigênio do sólido, de modo que a matéria restante é composta principalmente de carbono. Polímeros, como termofixos ou compostos orgânicos como madeira e tecido biológico, são exemplos de materiais que podem ser carbonizados.
Carbonização é o resultado de processos naturais como o fogo, mas também uma reação deliberada e controlada utilizada na fabricação de certos produtos, como o alcatrão e o licor pirolenhoso. O mecanismo de carbonização é parte da queima normal de certos combustíveis sólidos tais como madeira. Durante a combustão normal, os compostos voláteis criados por carbonização e pirólise são consumidos para as chamas dentro do fogo, enquanto combustão de carvão pode ser visto como carvões de incandescência vermelhos ou brasas que queimam sem a presença de chamas.